# Påvekardinal
Påvekardinal (Passerina ciris), även kallad påvefink, är en mycket praktfull fågel i familjen kardinaler inom ordningen tättingar. Den häckar i södra USA och norra Mexiko.

## Utseende och läten
Påvekardinalen är en 13–14 cm finkliknande fågel med omisskännlig fjäderdräkt. Hanen har mörkblått huvud, grön rygg och rött på undersida och övergump, medan honan och ungfågeln är unikt helt grönaktiga. Sången är behaglig, lik indigofinkens men utan dess upprepade fraser. Lätena är generellt något mjukare än andra Passerina-kardinaler.

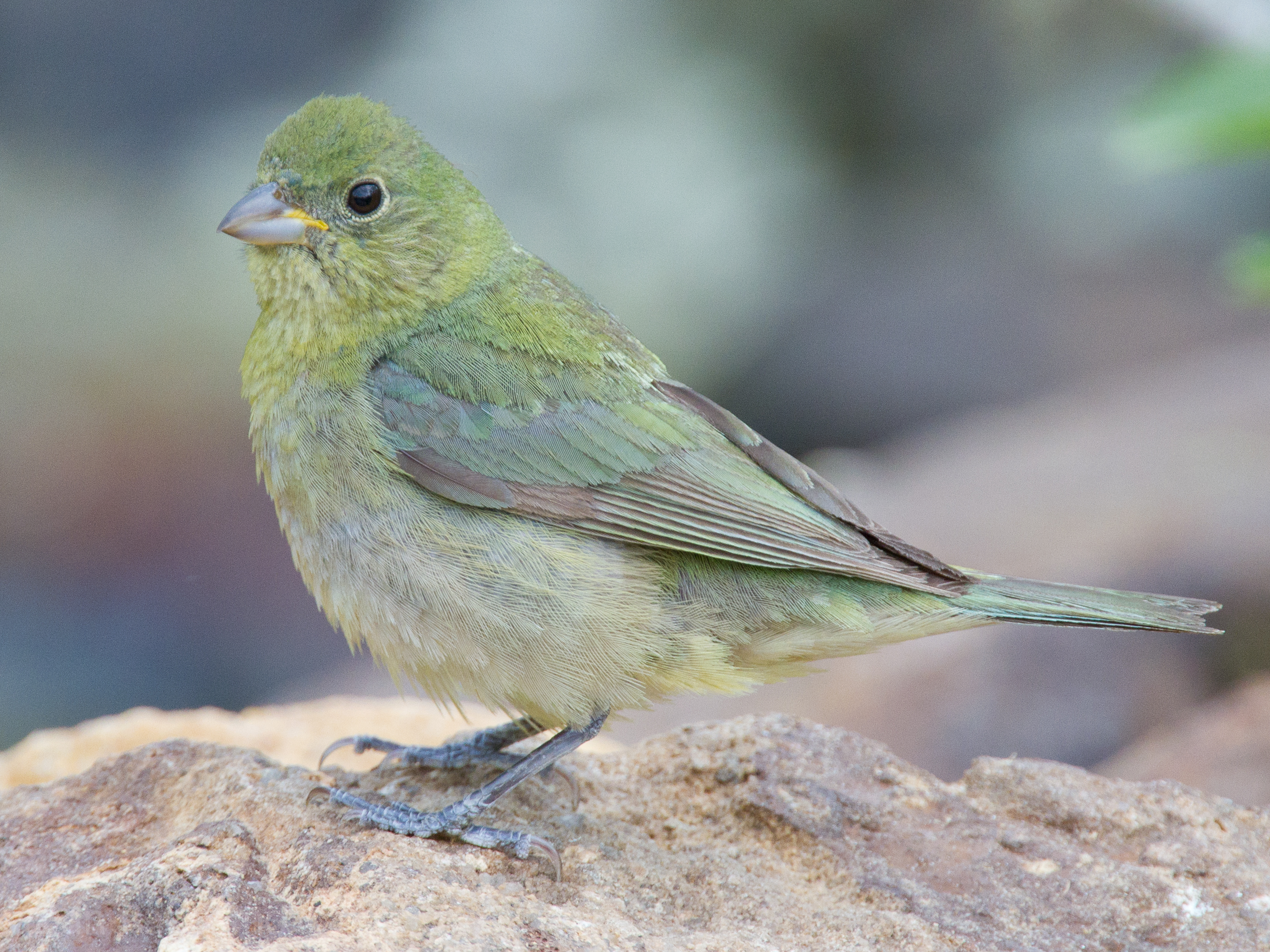
Hona av underarten pallidior i Freeport, Texas.

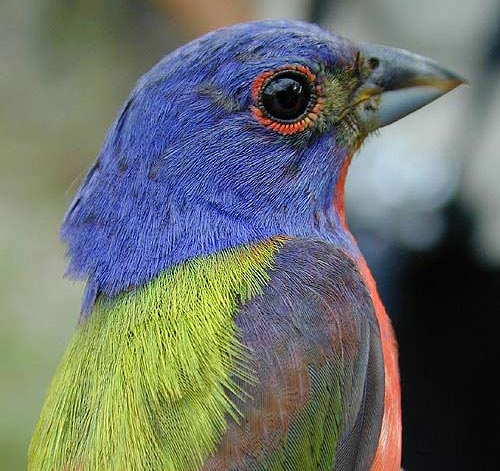
Hane.

## Utbredning och systematik
Påvekardinalen delas in i två underarter med fölljande utbredning:
- Passerina ciris pallidior – förekommer i sydvästra USA och norra Mexiko, övervintrar i västra Panama
- Passerina ciris ciris – förekommer vid sydöstra USA:s kuster, övervintrar på Bahamas, Kuba, Jamaica och Yucatán

Arten har även observerats i Europa, bland annat i Sverige, men inte någonstans har det ännu bedömts sannolikt att påvefinken nått dit på naturlig väg.
De båda underarterna är trots likartat utseende väl åtskilda genetiskt och geografiskt. De skiljer sig också i ruggningsmönster och övervintringsområden, vilket indikerar att genflödet dem emellan är begränsat.

## Levnadssätt
Påvekardinalen förekommer lokalt i buskiga låglänta områden med inslag av större träd, som övergivna jordbruksmarker, fruktträdgårdar och flodnära buskmarker. Fågeln bygger bo från slutet av mars i sydväst, på andra ställen från början av maj. Den lägger två, ibland tre, kullar och har mestadels ett monogamt häckningsbeteende, även om polygyni förekommer.
Boet placeras vanigen en till två meter ovan mark. Däri lägger den tre till fyra ägg som ruvas i elva till tolv dagar. Ungarna är flygga efter ytterligare nio dagar.

## Status och hot
Arten har ett stort utbredningsområde och det finns inga tecken på vare sig några substantiella hot eller att populationen minskar. Utifrån dessa kriterier kategoriserar IUCN arten som livskraftig (LC). Världspopulationen uppskattas till 14 miljoner vuxna individer.